# Air France Hop
Air France Hop, voorheen: HOP!, is een regionale dochtermaatschappij van Air France. Ze ontstond in 2013 door de fusie van Airlinair, Brit Air en Régional. De maatschappij voert vluchten uit naar zo'n 50 Franse en Europese bestemmingen. Het hoofdkwartier is gevestigd in Bouguenais nabij Nantes.

## Geschiedenis

Logo van HOP! (2013-2019)

De luchtvaartmaatschappij werd opgericht om de concurrentie aan te gaan met de lagekostenmaatschappijen die de markt hebben ingenomen op dezelfde regionale routes als van Air France.
Begin 2019 werd bekend gemaakt dat HOP! verdwijnt en opgaat in Air France. Het woordje HOP blijft wel als kleine toevoeging achter Air France staan. Het verdwijnen van HOP! als apart merk maakt onderdeel uit van de versimpelingstrategie van Ben Smith, de bestuursvoorzitter van Air-France KLM. Sinds 1 september 2019 worden alle HOP!-vluchten uitgevoerd onder Air France-code. De vliegtuigen worden geleidelijk gespoten in het kleurenschema van Air France Hop.

## Vloot
| Vliegtuig          | Aantal | Bestellingen | Passagiers |
| ------------------ | ------ | ------------ | ---------- |
| ATR 72-500         | 3      |              | 68         |
| Bombardier CRJ700  | 11     |              | 72         |
| Bombardier CRJ1000 | 14     |              | 100        |
| Embraer ERJ 145    | 13     |              | 50         |
| Embraer E-170      | 15     |              | 76         |
| Embraer E-190      | 15     | 2            | 100        |
| Totaal             | 71     | 2            |            |